# Keith Baker
Keith Baker jest twórcą materiałów do Dungeons & Dragons pracującym jako "wolny strzelec". Jego najbardziej znanym dziełem jest Eberron - świat, który wygrał konkurs firmy Wizards of the Coast na najlepszy setting do D&D (ang. Fantasy Setting Search). Poza pracą dla Wizards of the Coast nad materiałami do Eberronu, tworzy także dla firm Atlas Games, Goodman Games oraz Green Ronin Games. Mieszka wraz z żoną Ellen w Boulder w stanie Kolorado. Na prawym ramieniu ma wytatuowany Greater Mark of Making - tatuaż, który posiadają niektóre postacie ze świata Eberron.